# 14 (musikgrupp)
14 var en svensk popgrupp från Finspång som var verksam 1965–1968.
14 bestod av medlemmarna Olle Nilsson (sång, gitarr), Kenneth Larsson (gitarr), Conny Larsson (elbas) och Thomas Palmqvist (trummor). De var inspirerade av The Beatles, The Hollies och The Spencer Davis Group och den 19 september 1965 vann gruppen en tävling i Norrköping. Bandet kom att ge ut ett musikalbum och åtta singlar på skivbolaget Olga Records. En del stor del av gruppens låtar var egenkomponerade, de flesta av Olle Nilsson. Gruppens album spelades in av Gert Palmcrantz och innehöll endast eget material. Den sista singeln, som är av psykedelisk karaktär, spelades in i England, dit bröderna Larsson inte kunde resa på grund av värnpliktstjänstgöring. De ersattes därför av britten Pete Brandall. År 1998 utgavs en samlings-cd med 14:s samlade verk,tre av låtarna: Puzzled, I Can`t Sleep och Only love spelades in i Bergakungens studio av ljudtekniker Kenneth Brazz. År 1970 blev Nilsson medlem i gruppen Vildkaktus.

## Diskografi

### Album
- In A Bunch (Olga Records LPO 03, 1966)

### Singlar
- Wondering/Nothing But Moan (Olga Records SO 16, 1965)
- I Can't Catch Them/Through My Door (Olga Records SO 22, 1965)
- Displeasing Message/Little Down-Hearted Arthur (Olga Records SO 30, 1965)
- One Way Ticket (To The Blues)/Take Me Suzy (Olga Records SO 35, 1966)
- Im Krankenhaus/Meet Mr Edgar (Olga Records SO 39, 1967)
- Easy To Fool/Frosty Stars On A Window-Pane (Olga Records SO 51, 1967)
- Wrong Side/Easy To Fool (Olga Records SO 42, 1967)
- Umbrella/Drizzle (Olga Records OLE 006, 1968)

### Samling
- In A Bunch ...And More (EMI 7243 8593022 5, 1998)